# دومان

مكونات عجلة قيادة بحرية

مِقبَضُ الدَّفَّة أو بالعاميّة دُمان أو دومان، عجلة قيادة السفينة أو القارب. يتحكم بها البحارة في مسار الإبحار. و يُسمَّى من يتحكم بها على التباع مُدير الدَّفَّة أو دُمانيّ.

## معرض صور

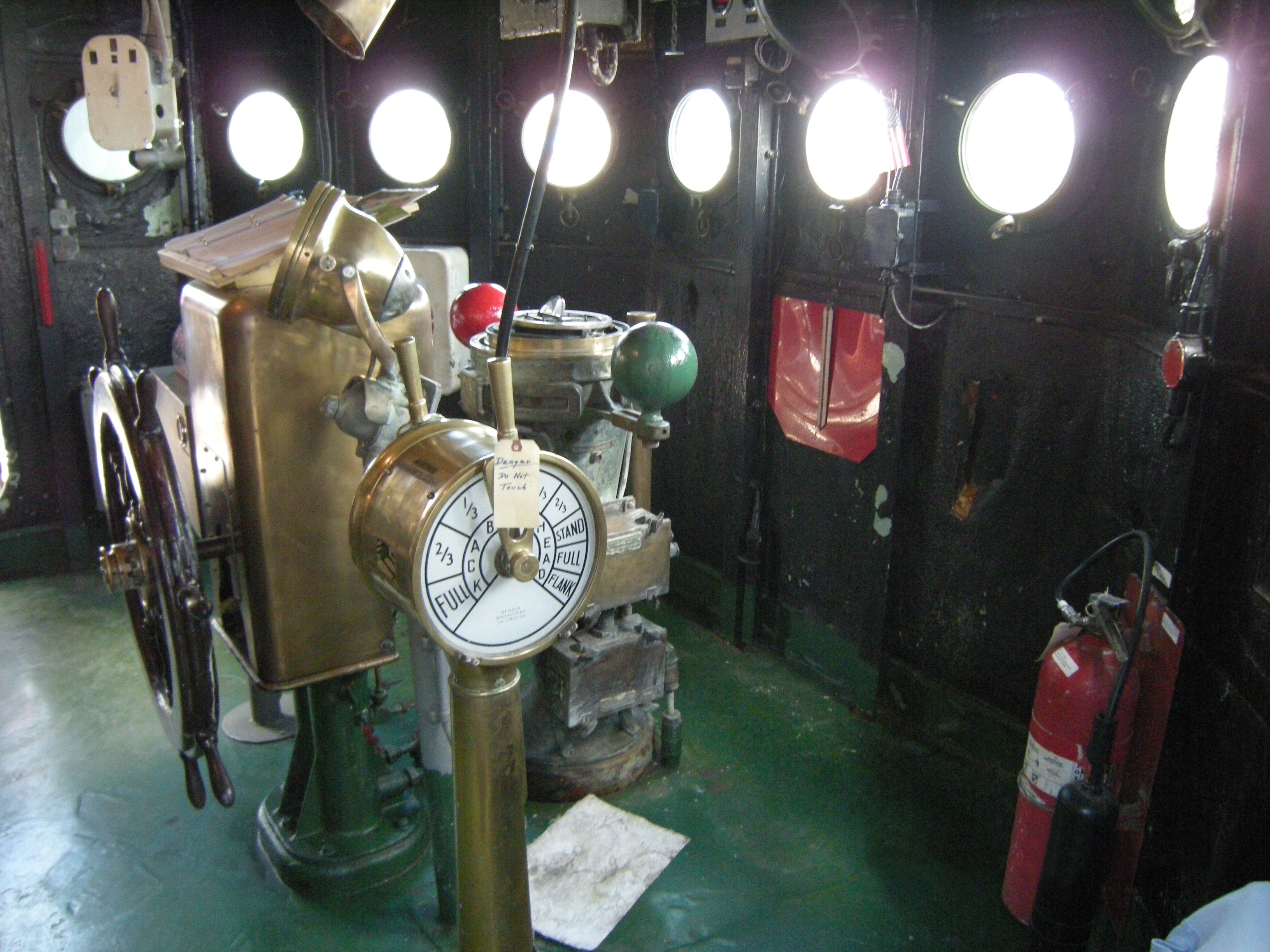
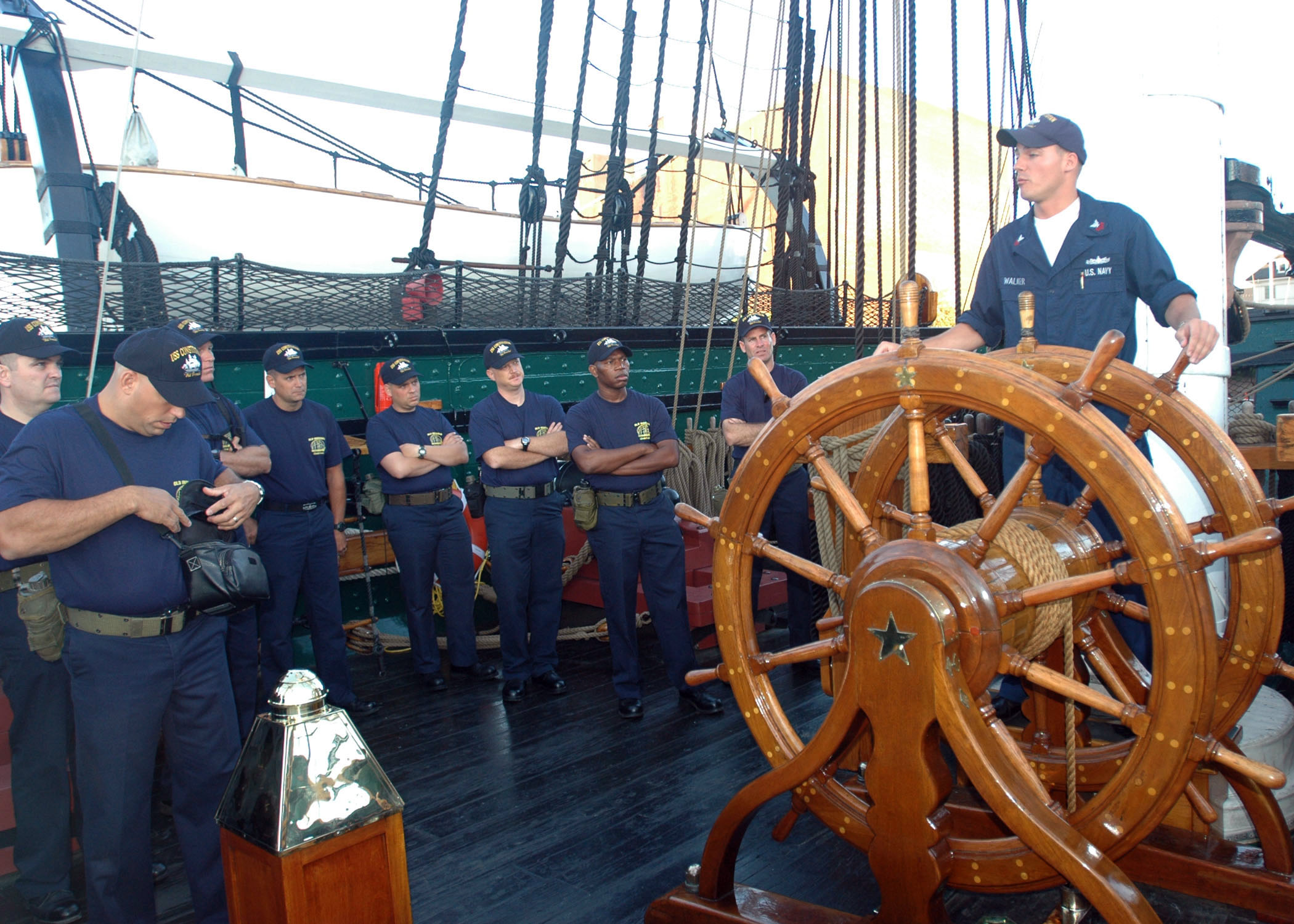
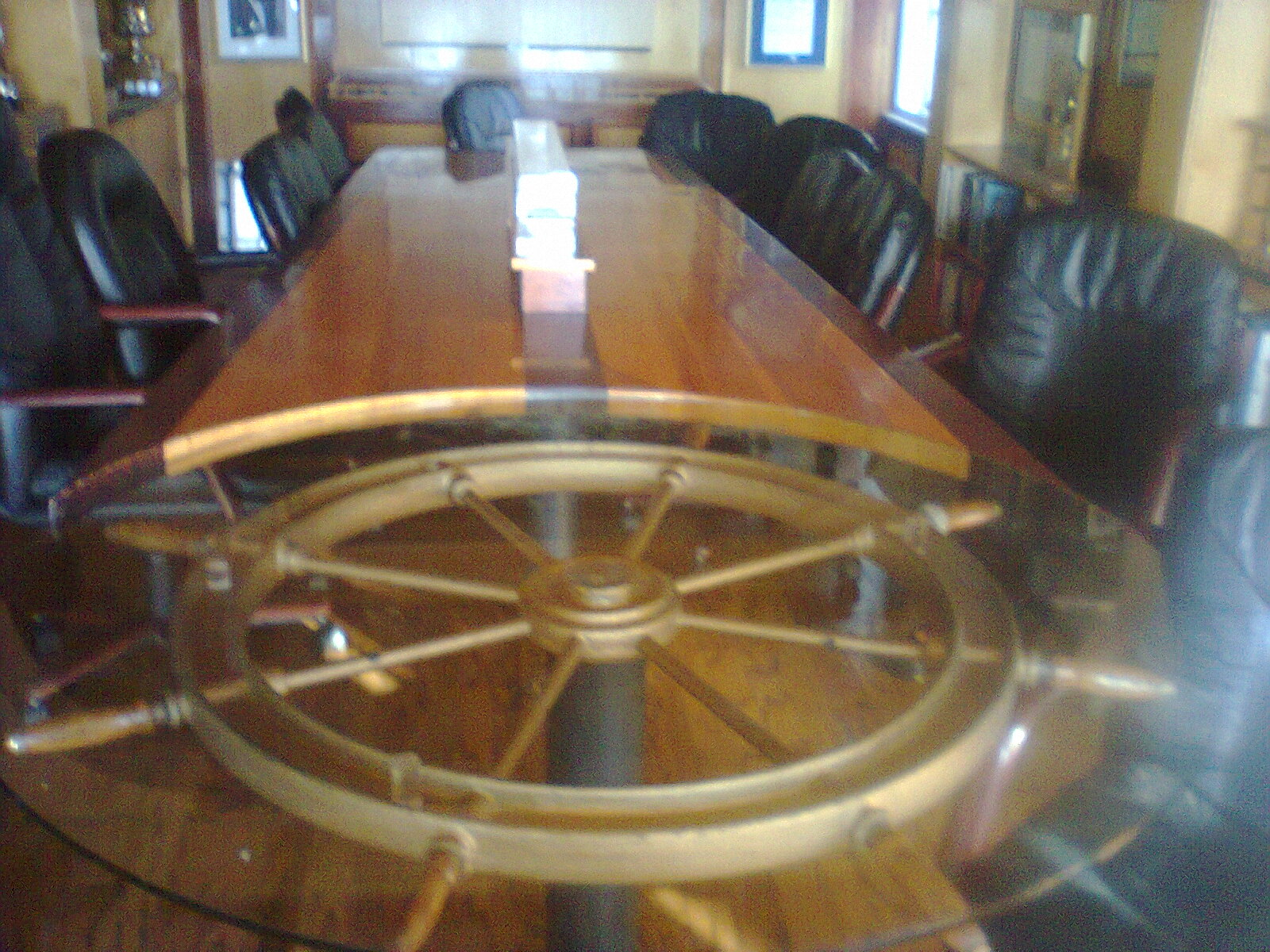